# سلاحف النينجا III: راديكال ريسكو
سلاحف النينجا III: راديكال ريسكو (بالإنجليزية: Teenage Mutant Ninja Turtles III: Radical Rescue)‏ (باليابانية: Teenage Mutant Ninja Turtles 3: タートルズ危機一発) ، هي لعبة فيديو إلكترونية من نوع منصات، أنتجها شركة كونامي اليابانية سنة 1993م، وتعمل حصراً لنظام التشغيل المحمول جيم بوي.

## وصلة خارجية
- سلاحف النينجا III: راديكال ريسكو على موبي غيمز